# 使用済燃料管理及び放射性廃棄物管理の安全に関する条約
使用済燃料管理及び放射性廃棄物管理の安全に関する条約（しようずみねんりょうかんりおよびほうしゃせいはいきぶつかんりのあんぜんにかんするじょうやく、Joint Convention on the Safety of Spent Fuel Management and on the Safety of Radioactive Waste Management）は、放射性廃棄物や使用済み核燃料を管理するにあたり、高水準な安全確保を各国に求め、各国はそのための対策を取り、国際原子力機関に報告することを定めた条約。日本での略称は、放射性廃棄物等安全条約。

## 成立経緯
チェルノブイリ原子力発電所事故をきっかけに、1994年に原子力の安全に関する条約が作られ、同年、国際原子力機関は本条約の作成を決めた。